# Прочный (миноносец)
«Про́чный» — миноносец, типа «Сокол», Русского флота Вооружённых сил Российской империи и РККФ Советской России. До 9 марта 1902 года именовался «Ястреб».

## История службы
С января 1916 года входил в состав 2-го дивизиона дивизии траления, использовался только как тральщик.
Принял участие в Февральской революции. 7 ноября 1917 года вошел в состав Красного Балтийского флота. 12 апреля 1918 года из-за невозможности проводки во льдах, оставлен в Гельсингфорсе, где был интернирован германским командованием. По условиям Брестского мирного договора возвращен России в мае 1918 года.
2 августа 1918 года — Переклассифицирован в миноносцы. 
По указанию В. И. Ленина от 6 июня вместе с однотипными миноносцами «Прыткий», «Ретивый» и «Поражающий» отправлен из Петрограда на Волгу, и 2 августа они вышли в поход. 
Через Мариинскую систему первые три шли своим ходом, а «Поражающий» — на буксире. Для уменьшения осадки с них были сняты орудия, на борт было загружено минимальное количество топлива, откачана балластная вода. По прибытии в Нижний Новгород на Сормовском заводе орудия в течение нескольких дней были вновь установлены. 24 августа прибыли в Нижний Новгород, где на них установили по две 75/50-мм пушки. На Волге вошли в состав Волжской военной флотилии.
В 1919 году прошел ремонт и вошел в состав Астрахано-Каспийской военной флотилии. Участвовал в боях с белогвардейцами.
16 августа 1922 года исключен из состава Морских сил Каспийского моря, разоружен и сдан Комгосфондом для реализации.

## Командиры
- хх.хх.1901—14.04.1902 — капитан 1-го ранга Бойсман, Василий Арсеньевич[2]
- 23.10.1902—хх.хх.1903 — капитан 2-го ранга Шванк, Аллан Фёдорович
- 10.04.1906—12.03.1907 — капитан 2-го ранга Одинцов, Алексей Николаевич
- хх.хх.1908—хх.хх.1909 — капитан 2-го ранга Гадд, Георгий Оттович
- 12.12.1913—хх.хх.1916 — капитан 2-го ранга Мертваго, Константин Константинович